# Synodontis ricardoae
Synodontis ricardoae é uma espécie de peixe da família Mochokidae.
É endémica da Tanzânia.
Os seus habitats naturais são: rios e lagos salinos.